# Dasypolia exprimata
Dasypolia exprimata är en fjärilsart som beskrevs av Otto Staudinger 1896. Dasypolia exprimata ingår i släktet Dasypolia och familjen nattflyn. Inga underarter finns listade i Catalogue of Life.